# Copa Europea Femenina de la FIBA 2020-21
La Copa Europea Femenina de la FIBA 2020-21 es la decimonovena edición de la competición internacional de segundo nivel FIBA Europa para los clubes de baloncesto femenino.

## Fase previa
Se jugará a un solo partido el día 16 de diciembre.
| Equipo 1                   | Resultado | Equipo 2                     |
| -------------------------- | --------- | ---------------------------- |
| Kangoeroes Basket Mechelen | 84–90     | Clarinos Tenerife            |
| Basket Namur Capitale      | 88–68     | BBC Grünewald H. Niederanven |
| Saint-Amand Hainaut Basket | 85–57     | BC Winterthour               |

## Fase de grupos

### Conferencia 1

#### Grupo A
|                                                                                             | Equipo                    | J | G | P | PF  | PC  | DP  | Puntos |
| ------------------------------------------------------------------------------------------- | ------------------------- | - | - | - | --- | --- | --- | ------ |
| 1                                                                                           | KSC Szekszárd             | 3 | 3 | 0 | 269 | 218 | 51  | 6      |
| 2                                                                                           | Bellona Kayseri Basketbol | 3 | 2 | 1 | 263 | 242 | 21  | 5      |
| 3                                                                                           | Uni Győr                  | 3 | 1 | 2 | 222 | 217 | 5   | 4      |
| 4                                                                                           | BC Prometeï Kamianske     | 3 | 0 | 3 | 218 | 295 | -77 | 3      |
| Fuente: FIBA: Clasificación de la Copa Europea Femenina – Grupo A; actualización automática |                           |   |   |   |     |     |     |        |

#### Grupo B
|                                                                                             | Equipo                   | J | G | P | PF  | PC  | DP  | Puntos |
| ------------------------------------------------------------------------------------------- | ------------------------ | - | - | - | --- | --- | --- | ------ |
| 1                                                                                           | Elitzur Ramla            | 2 | 2 | 0 | 177 | 124 | 53  | 4      |
| 2                                                                                           | Aluinvent DVTK Miskolc   | 2 | 1 | 1 | 154 | 162 | -8  | 3      |
| 3                                                                                           | OGM Orman Gençlik Ankara | 2 | 0 | 2 | 145 | 190 | -45 | 2      |
| 4                                                                                           | A3 Basket Umeå           | 0 | 0 | 0 | 0   | 0   | 0   | 0      |
| Fuente: FIBA: Clasificación de la Copa Europea Femenina – Grupo B; actualización automática |                          |   |   |   |     |     |     |        |

#### Grupo C
|                                                                                             | Equipo                   | J | G | P | PF  | PC  | DP  | Puntos |
| ------------------------------------------------------------------------------------------- | ------------------------ | - | - | - | --- | --- | --- | ------ |
| 1                                                                                           | OGM Orman Gençlik Ankara | 3 | 2 | 1 | 220 | 185 | 35  | 5      |
| 2                                                                                           | VBW CEKK Cegléd          | 3 | 2 | 1 | 218 | 196 | 22  | 5      |
| 3                                                                                           | Hatay BŞB Antioche       | 3 | 2 | 1 | 222 | 210 | 12  | 5      |
| 4                                                                                           | Botaş SK Adana           | 3 | 0 | 3 | 152 | 221 | -69 | 3      |
| Fuente: FIBA: Clasificación de la Copa Europea Femenina – Grupo C; actualización automática |                          |   |   |   |     |     |     |        |

#### Grupo D
|                                                                                             | Equipo               | J | G | P | PF  | PC  | DP  | Puntos |
| ------------------------------------------------------------------------------------------- | -------------------- | - | - | - | --- | --- | --- | ------ |
| 1                                                                                           | Elazığ Il Özel Idare | 3 | 3 | 0 | 246 | 211 | 35  | 6      |
| 2                                                                                           | ENEA Gorzów          | 3 | 1 | 2 | 243 | 236 | 7   | 4      |
| 3                                                                                           | Valosun KP Brno      | 3 | 1 | 2 | 205 | 221 | -16 | 4      |
| 4                                                                                           | MBA Moscou           | 3 | 1 | 2 | 228 | 254 | -26 | 4      |
| Fuente: FIBA: Clasificación de la Copa Europea Femenina – Grupo D; actualización automática |                      |   |   |   |     |     |     |        |

### Conferencia 2

#### Grupo E
|                                                                                             | Equipo                         | J | G | P | PF  | PC  | DP  | Puntos |
| ------------------------------------------------------------------------------------------- | ------------------------------ | - | - | - | --- | --- | --- | ------ |
| 1                                                                                           | BC Nadezhda NAD                | 4 | 4 | 0 | 340 | 273 | 67  | 8      |
| 2                                                                                           | Olympiacos S.F.P. OLY          | 4 | 3 | 1 | 342 | 286 | 56  | 7      |
| 3                                                                                           | KKZ Crvena Zvezda KKZCZ        | 4 | 1 | 3 | 304 | 330 | -26 | 5      |
| 4                                                                                           | Polskieprzetwory Bydgoszcz BDG | 4 | 0 | 4 | 250 | 347 | -97 | 4      |
| Fuente: FIBA: Clasificación de la Copa Europea Femenina – Grupo E; actualización automática |                                |   |   |   |     |     |     |        |

#### Grupo F
|                                                                                             | Equipo                  | J | G | P | PF  | PC  | DP  | Puntos |
| ------------------------------------------------------------------------------------------- | ----------------------- | - | - | - | --- | --- | --- | ------ |
| 1                                                                                           | Flammes Carolo basket   | 3 | 2 | 1 | 206 | 182 | 24  | 5      |
| 2                                                                                           | Lointek Gernika Bizkaia | 3 | 2 | 1 | 199 | 178 | 21  | 5      |
| 3                                                                                           | Clarinos Tenerife       | 3 | 2 | 1 | 201 | 203 | -2  | 5      |
| 4                                                                                           | Roche Vendée BC         | 3 | 0 | 3 | 199 | 242 | -43 | 3      |
| Fuente: FIBA: Clasificación de la Copa Europea Femenina – Grupo F; actualización automática |                         |   |   |   |     |     |     |        |

#### Grupo G
|                                                                                             | Equipo                                | J | G | P | PF  | PC  | DP  | Puntos |
| ------------------------------------------------------------------------------------------- | ------------------------------------- | - | - | - | --- | --- | --- | ------ |
| 1                                                                                           | ACS Sepsi SIC                         | 3 | 2 | 1 | 212 | 171 | 41  | 5      |
| 2                                                                                           | ESB Villeneuve-d'Ascq Lille Métropole | 3 | 2 | 1 | 217 | 186 | 31  | 5      |
| 3                                                                                           | Cadí La Seu d’Urgell                  | 3 | 2 | 1 | 172 | 171 | 1   | 5      |
| 4                                                                                           | Basket Namur Capitale                 | 3 | 0 | 3 | 138 | 211 | -73 | 3      |
| Fuente: FIBA: Clasificación de la Copa Europea Femenina – Grupo G; actualización automática |                                       |   |   |   |     |     |     |        |

#### Grupo H
|                                                                                             | Equipo                     | J | G | P | PF  | PC  | DP  | Puntos |
| ------------------------------------------------------------------------------------------- | -------------------------- | - | - | - | --- | --- | --- | ------ |
| 1                                                                                           | Valencia Basket            | 3 | 3 | 0 | 231 | 139 | 92  | 6      |
| 2                                                                                           | Saint-Amand Hainaut Basket | 3 | 2 | 1 | 208 | 198 | 10  | 5      |
| 3                                                                                           | Mithra Castors Braine      | 3 | 1 | 2 | 188 | 211 | -23 | 4      |
| 4                                                                                           | Basket Namur Capitale      | 3 | 0 | 3 | 156 | 235 | -79 | 3      |
| Fuente: FIBA: Clasificación de la Copa Europea Femenina – Grupo H; actualización automática |                            |   |   |   |     |     |     |        |

### Clasificación general de la Fase de grupos
Los resultados contra los equipos clasificados en cuarta posición no se han tenido en cuenta para dicha clasificación general.
| Pos. | Grp | Equipo                      | PJ | G | P | GF  | GC  | DG  | Pts |
| ---- | --- | --------------------------- | -- | - | - | --- | --- | --- | --- |
| 1    | E   | Reyer Venezia               | 2  | 2 | 0 | 202 | 125 | +77 | 4   |
| 2    | B   | Neve David Ramla            | 2  | 2 | 0 | 177 | 124 | +53 | 4   |
| 3    | H   | Valencia Basket             | 2  | 2 | 0 | 149 | 97  | +52 | 4   |
| 4    | A   | Atomerőmű KSC Szekszárd     | 2  | 2 | 0 | 163 | 138 | +25 | 4   |
| 5    | D   | Elazığ İl Özel İdarespor    | 2  | 2 | 0 | 161 | 137 | +24 | 4   |
| 6    | C   | Sparta&K M.R. Vidnoje       | 2  | 1 | 1 | 150 | 138 | +12 | 3   |
| 7    | F   | Flammes Carolo Basket       | 2  | 1 | 1 | 127 | 116 | +11 | 3   |
| 8    | F   | Lointek Gernika Bizkaia     | 2  | 1 | 1 | 117 | 111 | +6  | 3   |
| 9    | G   | ACS Sepsi SIC               | 2  | 1 | 1 | 127 | 123 | +4  | 3   |
| 10   | C   | VBW CEKK Cegléd             | 2  | 1 | 1 | 146 | 144 | +2  | 3   |
| 11   | G   | ESBVA-LM                    | 2  | 1 | 1 | 142 | 141 | +1  | 3   |
| 12   | A   | Kayseri Basketbol           | 2  | 1 | 1 | 157 | 160 | −3  | 3   |
| 13   | H   | Saint-Amand Hainaut Basket  | 2  | 1 | 1 | 132 | 135 | −3  | 3   |
| 14   | B   | Aluinvent DVTK Miskolc      | 2  | 1 | 1 | 154 | 162 | −8  | 3   |
| 15   | E   | BCF Elfic Fribourg          | 2  | 1 | 1 | 132 | 184 | −52 | 3   |
| 16   | D   | AZS AJP Gorzów Wielkopolski | 2  | 0 | 2 | 146 | 160 | −14 | 2   |

 Fuente: FIBA.com
Criterios de clasificación: 1) Points; 2) Points difference; 3) Points scored.

## Playoffs

### Cuadro
|  | Octavos de final               | Octavos de final           |                            |    | Cuartos de final        | Cuartos de final       |                    |                    | Semifinales | Semifinales |  |  | Final | Final |
|  |                                |                            |                            |    |                         |                        |                    |                    |             |             |  |  |       |       |
|  | 16 marzo – Sfântu Gheorghe     |                            |                            |    |                         |                        |                    |                    |             |             |  |  |       |       |
|  |                                |                            |                            |    |                         |                        |                    |                    |             |             |  |  |       |       |
|  | 1 Reyer Venezia                | 72                         |                            |    |                         |                        |                    |                    |             |             |  |  |       |       |
|  | 1 Reyer Venezia                | 72                         | 18 marzo – Sfântu Gheorghe |    |                         |                        |                    |                    |             |             |  |  |       |       |
|  | 16 AZS AJP Gorzów Wielkopolski | 63                         |                            |    |                         |                        |                    |                    |             |             |  |  |       |       |
|  | 16 AZS AJP Gorzów Wielkopolski | 63                         | Reyer Venezia              | 78 |                         |                        |                    |                    |             |             |  |  |       |       |
|  | 16 marzo – Sfântu Gheorghe     |                            | Reyer Venezia              | 78 |                         |                        |                    |                    |             |             |  |  |       |       |
|  |                                | ACS Sepsi SIC              | 64                         |    |                         |                        |                    |                    |             |             |  |  |       |       |
|  | 8 Lointek Gernika Bizkaia      | ACS Sepsi SIC              | 64                         | 73 |                         |                        |                    |                    |             |             |  |  |       |       |
|  | 8 Lointek Gernika Bizkaia      |                            | 9 abril – Venecia          | 73 |                         |                        |                    |                    |             |             |  |  |       |       |
|  | 9 ACS Sepsi SIC (OT)           | 76                         |                            |    |                         |                        |                    |                    |             |             |  |  |       |       |
|  | 9 ACS Sepsi SIC (OT)           | 76                         | Reyer Venezia              | 63 |                         |                        |                    |                    |             |             |  |  |       |       |
|  | 16 marzo – Kayseri             |                            | Reyer Venezia              | 63 |                         |                        |                    |                    |             |             |  |  |       |       |
|  |                                | Atomerőmű KSC Szekszárd    | 58                         |    |                         |                        |                    |                    |             |             |  |  |       |       |
|  | 4 Atomerőmű KSC Szekszárd      | Atomerőmű KSC Szekszárd    | 58                         | 66 |                         |                        |                    |                    |             |             |  |  |       |       |
|  | 4 Atomerőmű KSC Szekszárd      | 18 marzo – Kayseri         |                            | 66 |                         |                        |                    |                    |             |             |  |  |       |       |
|  | 13 Saint-Amand Hainaut Basket  | 53                         |                            |    |                         |                        |                    |                    |             |             |  |  |       |       |
|  | 13 Saint-Amand Hainaut Basket  | 53                         | Atomerőmű KSC Szekszárd    | 77 |                         |                        |                    |                    |             |             |  |  |       |       |
|  | 16 marzo – Kayseri             |                            | Atomerőmű KSC Szekszárd    | 77 |                         |                        |                    |                    |             |             |  |  |       |       |
|  |                                | Elazığ İl Özel İdarespor   | 67                         |    |                         |                        |                    |                    |             |             |  |  |       |       |
|  | 5 Elazığ İl Özel İdarespor     | Elazığ İl Özel İdarespor   | 67                         | 88 |                         |                        |                    |                    |             |             |  |  |       |       |
|  | 5 Elazığ İl Özel İdarespor     |                            | 11 abril – Venecia         | 88 |                         |                        |                    |                    |             |             |  |  |       |       |
|  | 12 Kayseri Basketbol           | 86                         |                            |    |                         |                        |                    |                    |             |             |  |  |       |       |
|  | 12 Kayseri Basketbol           | 86                         | Reyer Venezia              | 81 |                         |                        |                    |                    |             |             |  |  |       |       |
|  | 17 marzo – Sfântu Gheorghe     |                            | Reyer Venezia              | 81 |                         |                        |                    |                    |             |             |  |  |       |       |
|  |                                | Valencia Basket            | 82                         |    |                         |                        |                    |                    |             |             |  |  |       |       |
|  | 2 Neve David Ramla             | Valencia Basket            | 82                         | 73 |                         |                        |                    |                    |             |             |  |  |       |       |
|  | 2 Neve David Ramla             | 19 marzo – Sfântu Gheorghe |                            | 73 |                         |                        |                    |                    |             |             |  |  |       |       |
|  | 15 BCF Elfic Fribourg          | 78                         |                            |    |                         |                        |                    |                    |             |             |  |  |       |       |
|  | 15 BCF Elfic Fribourg          | 78                         | BCF Elfic Fribourg         | 56 |                         |                        |                    |                    |             |             |  |  |       |       |
|  | 17 marzo – Sfântu Gheorghe     |                            | BCF Elfic Fribourg         | 56 |                         |                        |                    |                    |             |             |  |  |       |       |
|  |                                | Flammes Carolo Basket      | 85                         |    |                         |                        |                    |                    |             |             |  |  |       |       |
|  | 7 Flammes Carolo Basket        | Flammes Carolo Basket      | 85                         | 81 |                         |                        |                    |                    |             |             |  |  |       |       |
|  | 7 Flammes Carolo Basket        |                            | 9 abril – Venecia          | 81 |                         |                        |                    |                    |             |             |  |  |       |       |
|  | 10 VBW CEKK Cegléd             | 46                         |                            |    |                         |                        |                    |                    |             |             |  |  |       |       |
|  | 10 VBW CEKK Cegléd             | 46                         | Flammes Carolo Basket      | 68 |                         |                        |                    |                    |             |             |  |  |       |       |
|  | 16 marzo – Valencia            |                            | Flammes Carolo Basket      | 68 |                         |                        |                    |                    |             |             |  |  |       |       |
|  |                                | Valencia Basket            | 80                         |    | Tercer y cuarto puesto  | Tercer y cuarto puesto |                    |                    |             |             |  |  |       |       |
|  | 3 Valencia Basket              | Valencia Basket            | 80                         | 80 | Tercer y cuarto puesto  | Tercer y cuarto puesto |                    |                    |             |             |  |  |       |       |
|  | 3 Valencia Basket              | 18 marzo – Valencia        | 18 marzo – Valencia        | 80 |                         |                        | 11 abril – Venecia | 11 abril – Venecia |             |             |  |  |       |       |
|  | 14 Aluinvent DVTK Miskolc      | 18 marzo – Valencia        | 18 marzo – Valencia        | 57 |                         |                        | 11 abril – Venecia | 11 abril – Venecia |             |             |  |  |       |       |
|  | 14 Aluinvent DVTK Miskolc      | Valencia Basket            | 81                         | 57 | Atomerőmű KSC Szekszárd | 68                     |                    |                    |             |             |  |  |       |       |
|  | 16 marzo – Valencia            | Valencia Basket            | 81                         |    | Atomerőmű KSC Szekszárd | 68                     |                    |                    |             |             |  |  |       |       |
|  |                                | ESBVA-LM                   | 67                         |    | Flammes Carolo Basket   | 55                     |                    |                    |             |             |  |  |       |       |
|  | 6 Sparta&K M.R. Vidnoje        | ESBVA-LM                   | 67                         | 62 | Flammes Carolo Basket   | 55                     |                    |                    |             |             |  |  |       |       |
|  | 6 Sparta&K M.R. Vidnoje        |                            |                            | 62 |                         |                        |                    |                    |             |             |  |  |       |       |
|  | 11 ESBVA-LM                    | 69                         |                            |    |                         |                        |                    |                    |             |             |  |  |       |       |
|  | 11 ESBVA-LM                    | 69                         |                            |    |                         |                        |                    |                    |             |             |  |  |       |       |